# Menhir von Dingelstedt
Der Menhir von Dingelstedt ist ein verzierter Menhir aus Dingelstedt am Huy, einem Ortsteil von Huy im Landkreis Harz in Sachsen-Anhalt. Er befindet sich heute in der Dauerausstellung im Spiegelpalais des Städtischen Museums in Halberstadt.

## Lage und Beschreibung
Der Menhir wurde 1925 entdeckt. Er war sekundär mit der verzierten Seite nach unten als Deckplatte eines frühbronzezeitlichen Steinkistengrabes verwendet worden. Er wurde zunächst ins Museum von Oschersleben und später nach Halberstadt verbracht.
Der Menhir besteht aus Buntsandstein und ist annähernd rechteckig. Bis auf eine Schmalseite sind alle Seiten bearbeitet. Seine Höhe beträgt 155 cm, die Breite 100 cm und die Tiefe 20 cm. Auf einer Breitseite befinden sich eingravierte oder eingeklopfte Darstellungen. Oben rechts ist ein Kreis wiedergegeben, darunter folgt eine schräg liegende, geschäftete Axt. Die Mitte des Steins nimmt eine leicht bogenförmige Reihe von Strichen ein, die in der Mitte von einem ovalen Gegenstand unterbrochen werden. Diese Darstellung wird als Gürtel mit Schnalle interpretiert. Das gesamte Bild zeigt offenbar eine stark stilisierte Gottheit oder einen Menschen.
Der 800 kg schwere Menhir war von Juni 2021 bis Januar 2022 als Leihgabe für die Ausstellung „Die Welt der Himmelsscheibe von Nebra – Neue Horizonte“ im Landesmuseum für Vorgeschichte in Halle.

## Filme
- Die Welt der Himmelsscheibe: Die Statuenmenhire von Seehausen und Dingelstedt | Museum exklusiv. Landesmuseum für Vorgeschichte Halle. In: YouTube. 15. Dezember 2021, abgerufen am 29. Juli 2022.